# 책임 프로듀서
책임 프로듀서(CP, Chief Producer의 약자)는 방송 등에서 프로그램 제작을 총괄하여 책임지는 사람이다. 주로 프로듀서가 제작 등의 궁극적인 책임을 지지만 업무량이 늘어나면서 책임 프로듀서와 프로듀서로 분리되었다. 책임 프로듀서는 각 프로그램의 담당 프로듀서, 연출, 작가 등의 제작 인력과 모든 기술진, 진행자(MC), 출연진의 인사관리를 하며 프로그램의 전반적인 책임을 진다. 관할하는 프로그램 수는 보통 2~4개 정도이다. 방송사마다 다르지만 일반적으로 다수(4명 정도)의 부장급 간부와 차장급(2명 정도)에게 CP직을 맡겨 시사교양국, 예능국, 드라마국, 라디오국 등 아래에 두어 방송 프로그램의 제작을 총괄한다. SBS의 드라마본부에서는 책임 프로듀서를 CP가 아닌 EP라는 직책으로 부른다.
참고로, CP는 우리나라, 일본 등에서 두루 쓰이고 선진국 등에서는 CP가 아닌 EP(Executive Producer, 실행제작자)라는 타이틀로 많이 쓰인다.